# Educazione nell'antica Roma

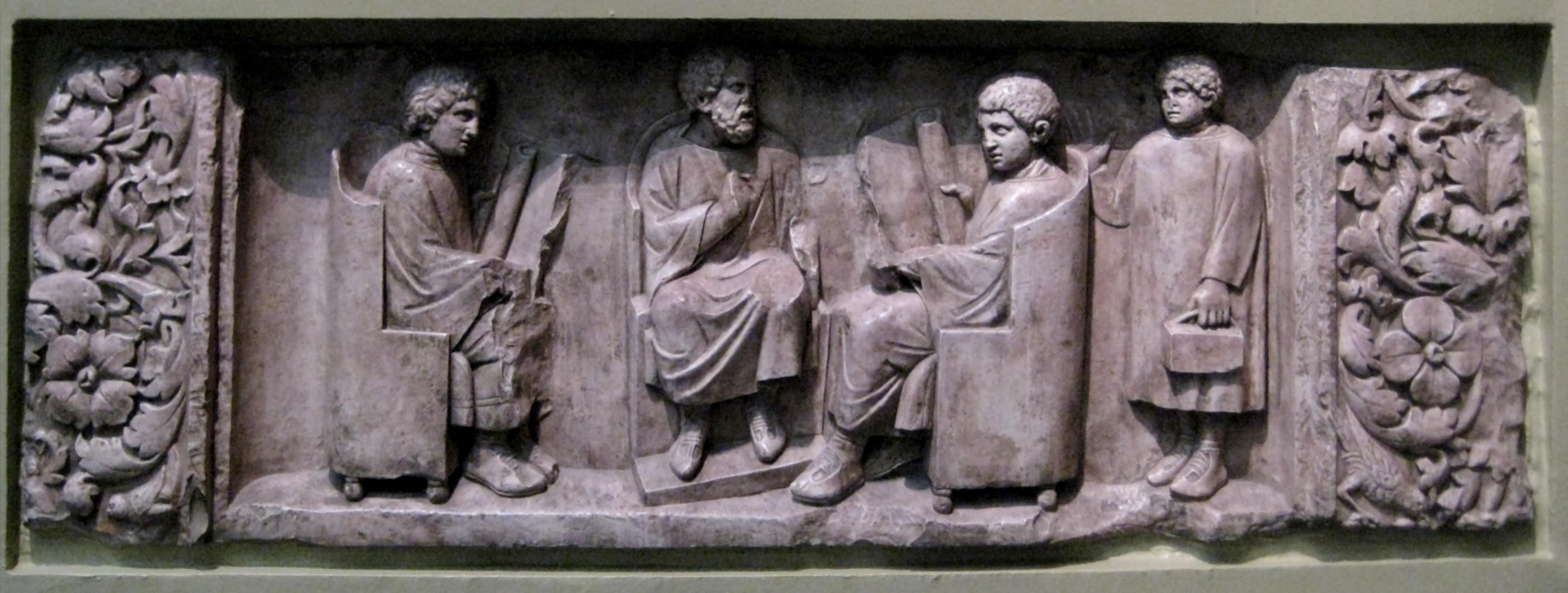
Un magister romano con tre allievi. Bassorilievo rinvenuto a Neumagen-Dhron, presso Treviri.

L'educazione nell'antica Roma nell'età arcaica era in genere affidata alla madre che guidava i figli seguendoli almeno sino a quando questi non arrivassero all'età della fanciullezza.
esse reor, memini quae plagosum mihi parvo

Orbilium dictare; sed emendata videri

pulchraque et exactis minimum distantia miror. »
i poemi di Livio che -ricordo- a me da ragazzo 

Orbilio dettava a suon di botte, ma mi meraviglio 

che siano creduti puri, leggiadri, praticamente perfetti»
Nell'epoca repubblicana invece, appaiono testimonianze che affermano che l'educazione dei figli doveva essere compito del padre così come si vantava di averla praticata Catone il Censore (234 a.C. circa–149 a.C.) insegnando ai propri figli a leggere e scrivere, a nuotare e combattere.

## La rinuncia all'educazione materna
Nell'età arcaica, non appena i figli acquistavano una certa autonomia, le madri che godessero di una certa ricchezza li affidavano a caro prezzo a un pedagogo famoso. Le povere, invece, mandavano i loro figli in una di quelle scuole private che abbondavano a Roma verso la fine del II secolo a.C.
Plinio il Giovane considerava funesta per i severi costumi romani l'abitudine delle madri di rinunciare all'educazione dei loro figli proprio quando i giovani avevano più bisogno di una guida. Plinio, soprattutto riteneva che questo comportamento delle donne romane avrebbe accresciuto il loro vivere oziosamente rischiando così che alcune di loro passassero dalla noia alla dissolutezza.

## Precettori malfamati
I timori di Plinio erano giustificati dal fatto che spesso i precettori fossero schiavi, o al più liberti, cosicché non era raro il caso che i fanciulli non obbedissero al magister, per condizione loro sottoposto: «Sono io il tuo servo o tu mio?» .
Non diversamente si comportavano i fanciulli di condizione modesta affidati a un istitutore che, pagato con un misero salario di 8 asses al mese, cercava di rimpinguarlo con altre occupazioni come quella di scrivano pubblico e che per farsi obbedire doveva ricorrere spesso alla frusta, molto usata ancora ai tempi di Marziale.
La professione di maestro di scuola era dunque scarsamente considerata e poco retribuita. Il modesto compenso veniva rimpinguato da piccoli saltuari donativi da parte delle famiglie degli scolari. Questa misera condizione fu prevalente per tutta l'età repubblicana e cambiò solamente in epoca imperiale quando Vespasiano riconobbe l'importante ruolo degli educatori stabilendo uno stipendio annuo di 100.000 sesterzi tratti dalla "cassa imperiale privata" (fiscus) 
A causa di queste precarie condizioni lo status sociale dei maestri era spesso irriso: gli istitutori erano addirittura considerati rifiuti della società dediti alla ricerca in ogni modo della sopravvivenza anche a discapito dei loro allievi con i quali talora condividevano gli spregiudicati costumi.

## La scuola primaria (Ludus litterarius)

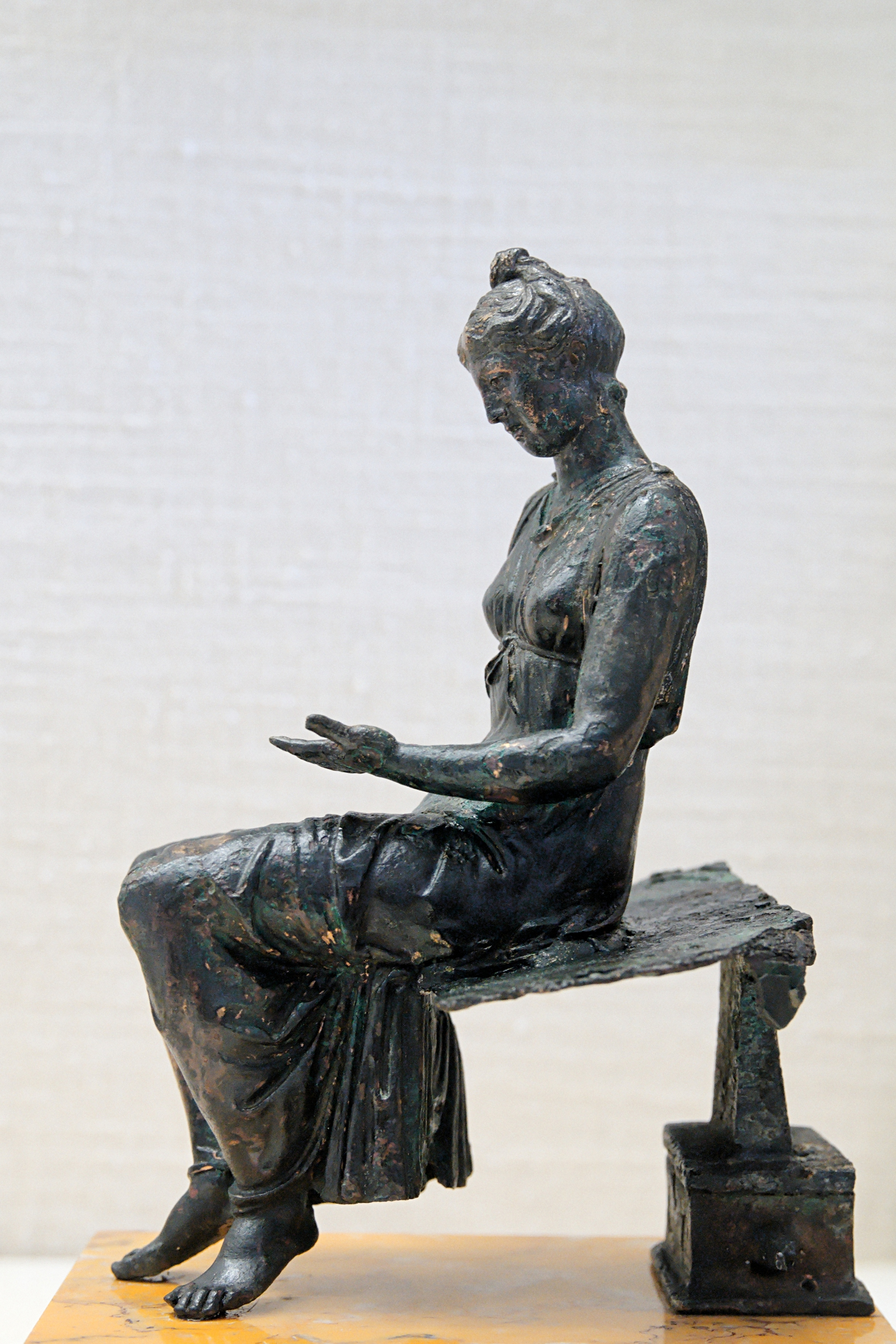
Giovinetta intenta alla lettura (bronzo del I sec.)

Il comportamento canagliesco dei precettori era anche dovuto all'assenza dello Stato che, non solo non esercitava nessun controllo su questi, ma che anche in Oriente si decise  a elargire loro una retribuzione solo nel 425 d.C. a Bisanzio quando Roma, quindici anni dopo il sacco di Alarico ancora attraversava una profonda decadenza.
Non migliori dei maestri erano le condizioni in cui avveniva l'insegnamento: spesso in locali angusti si accalcavano promiscuamente senza distinzione di sesso ragazze dai sette ai tredici anni e ragazzi dai sette ai quindici anni.
L'abuso delle punizioni corporali che rasentavano il sadismo dei maestri induceva spesso gli alunni a comportamenti infami:
La scuola primaria, che avrebbe dovuto porre le basi per il migliore sviluppo dei fanciulli, si svolgeva in condizioni precarie: iniziava all'alba, in un piccolo locale separato dai traffici e dai rumori della strada da una semplice tenda. Il mobilio consisteva in una cattedra per il maestro, banchi o sgabelli per gli alunni, una lavagna e qualche abaco. Le lezioni terminavano a mezzogiorno e i soli periodi di vacanza per sfuggire alla monotonia e alla noia erano le nundinae, i Quinquatrus e le vacanze estive.
Il maestro si limitava all'insegnamento della lettura, della scrittura e a far di conto. Il metodo seguito era quanto di più meccanico e laborioso per gli alunni che per imparare a leggere dovevano prima mandare a memoria l'ordine e il nome delle lettere, successivamente riconoscere quale era la loro forma e infine mettere assieme sillabe e parole. Altrettanto faticosamente avveniva per la scrittura: gli alunni dovevano copiare un modello aiutati dal maestro che, tenendo nella sua la mano dell'allievo, gli faceva eseguire i movimenti necessari per riprodurlo. Era un sistema inutilmente macchinoso e irrazionale, che sembrava fatto apposta per prolungare il tempo necessario per l'apprendimento elementare che in effetti durava diversi anni.
Anche per imparare a eseguire calcoli elementari gli alunni trascorrevano molto tempo a fare conti con le dita delle mani: per calcolare le decine, le centinaia e le migliaia imparavano a spostare i sassolini (calculi) degli abachi.
Gli imperatori del II secolo d.C., come Adriano, favorirono la diffusione dell'insegnamento elementare fin nelle lontane regioni dell'impero convincendo i maestri ad esercitare il loro insegnamento esentandoli dal pagamento delle tasse.
Il metodo d'insegnamento, limitato e meccanico, continuò nel tempo ad essere quello tradizionale, cosicché un analfabetismo di ritorno era usuale nelle classi più povere della popolazione come notava Vegezio riguardo ai soldati incapaci di tenere una minima contabilità della legione.

## L'insegnamento secondario: grammatici e retori
Durante il II secolo a.C., quando Roma iniziò a dominare sulla Grecia, ci si rese conto della inferiore educazione dei governanti romani nei confronti dei loro sudditi. Si favorì allora in Roma la fondazione di scuole che permettessero una formazione culturale simile a quella dei greci che, poiché permetteva l'ascesa al potere politico tramite l'eloquenza, che dominava le assemblee, si volle limitare alla classe più elevata quella dei patrizi. 
I primi professori di grammatica e retorica provenivano dall'Oriente e insegnavano usando la lingua greca; quando furono sostituiti da italici, si continuò ad usare il greco per l'insegnamento superiore della retorica, mentre per quello propedeutico della grammatica si adoperava sia il latino che il greco.
Durante il periodo riformatore del console del partito "popolare" della repubblica romana Caio Mario (157 a.C.–86 a.C.), si cercò di estendere l'uso del latino come fece il retore Plozio Gallo, cliente di Mario, il cui esempio fu seguito dalla pubblicazione dell'opera Rhetorica ad Herennium con la quale si tentava una volgarizzazione della cultura superiore.
L'oligarchia romana intervenne a smorzare ogni tentativo di innovazione e lo stesso Plozio Gallo per intervento nel 93 a.C. dei censori dovette rinunciare al suo insegnamento poiché «bisognava ritornare alla regola degli antichi» considerando «che era cosa colpevole adottare una novità contraria alle loro abitudini.»
Le scuole per l'insegnamento dell'eloquenza riapriranno soltanto durante il periodo in cui Cicerone scrive i suoi trattati sulla retorica, nell'età di Cesare, e successivamente nel periodo imperiale dei Flavi, generosi mecenati di Quintiliano.
L'insegnamento della retorica continuò ad essere riservato a pochi anche se era impartito oltre che in greco anche in latino.
Col decadimento del libero dibattito politico nell'età imperiale, anche la retorica perse ogni reale contenuto divenendo esercizio di astratta eloquenza. Dall'insegnamento della retorica vennero allontanate quelle dottrine che erano sempre state accomunate ad essa come la filosofia e le scienze matematiche e naturali che pure gli imperatori Traiano (53–117) e Adriano (76–138) continuavano a sostenere nel Museo di Alessandria e ad Atene.
Invero nel centro del potere, a Roma, già da tempo il dibattito filosofico pubblico era stato proibito dal senato nel 161 a.C. e considerato politicamente pericoloso ancora nel 153 a.C. quando, senza tener conto della loro immunità diplomatica, furono cacciati i filosofi Carneade, Critolao e Diogene. Una politica intellettuale antifilosofica questa che era stata ribadita da Vespasiano (9–79), che pure concedeva privilegi ai retori e ai grammatici.
Nonostante, quindi, che le scuole preparatorie di grammatica e retorica fossero frequentate da numerosi giovani provenienti da famiglie agiate e che gli stessi imperatori ne fossero patrocinatori, l'insegnamento dell'eloquenza fu caratterizzato da uno sterile formalismo.
Il grammaticus iniziava la sua lezione con la spiegazione (explanatio) dell'opera classica in esame enumerando meccanicamente le figure retoriche comprese nel testo: a questo seguiva l'emendatio una critica formale del testo e alla fine l'enarrato un giudizio complessivo dell'opera in esame.
Da tutto questo le arti liberali non entravano che di straforo senza nessun approfondimento. Mitologia, musica, geografia, storia, astronomia, matematica erano richiamate solo per una comprensione del testo in esame. I romani non concepivano per il loro senso pratico che si potessero studiare disinteressatamente quelle discipline che potevano conoscere belle e fatte nei libri senza sentire la necessità di svilupparle o controllarle.
Quando si giudicava che l'allievo avesse raggiunto un'adeguata preparazione, questi poteva dare prova in pubblico delle sue qualità di orator nelle causae dove esaminava particolari casi di coscienza (suasoriae) o nelle arringhe (controversiae), espressioni di un'eloquenza del tutto artificiosa e lontana dalla realtà, ridotta a pure declamationes.
Questo insegnamento, lontano dalla vita reale e chiuso in un gretto classicismo, distaccò sempre più i giovani disgustati dall'astrattezza di una scuola di cui si prendevano gioco pensando solo a soddisfare i loro immediati bisogni reali